# Orcenais
Orcenais – miejscowość i gmina we Francji, w Regionie Centralnym, w departamencie Cher.
Według danych na rok 1990 gminę zamieszkiwało 265 osób, a gęstość zaludnienia wynosiła 14 osób/km² (wśród 1842 gmin Regionu Centralnego Orcenais plasuje się na 876. miejscu pod względem liczby ludności, natomiast pod względem powierzchni na miejscu 695.).